# (7885) Levine
(7885) Levine est un astéroïde de la ceinture principale.

## Description
(7885) Levine est un astéroïde de la ceinture principale. Il fut découvert le 17 mai 1993 à Catalina Station par Timothy B. Spahr. Il présente une orbite caractérisée par un demi-grand axe de 2,35 UA, une excentricité de 0,25 et une inclinaison de 24,1° par rapport à l'écliptique.

## Compléments